# Kŭmsusan-Linie

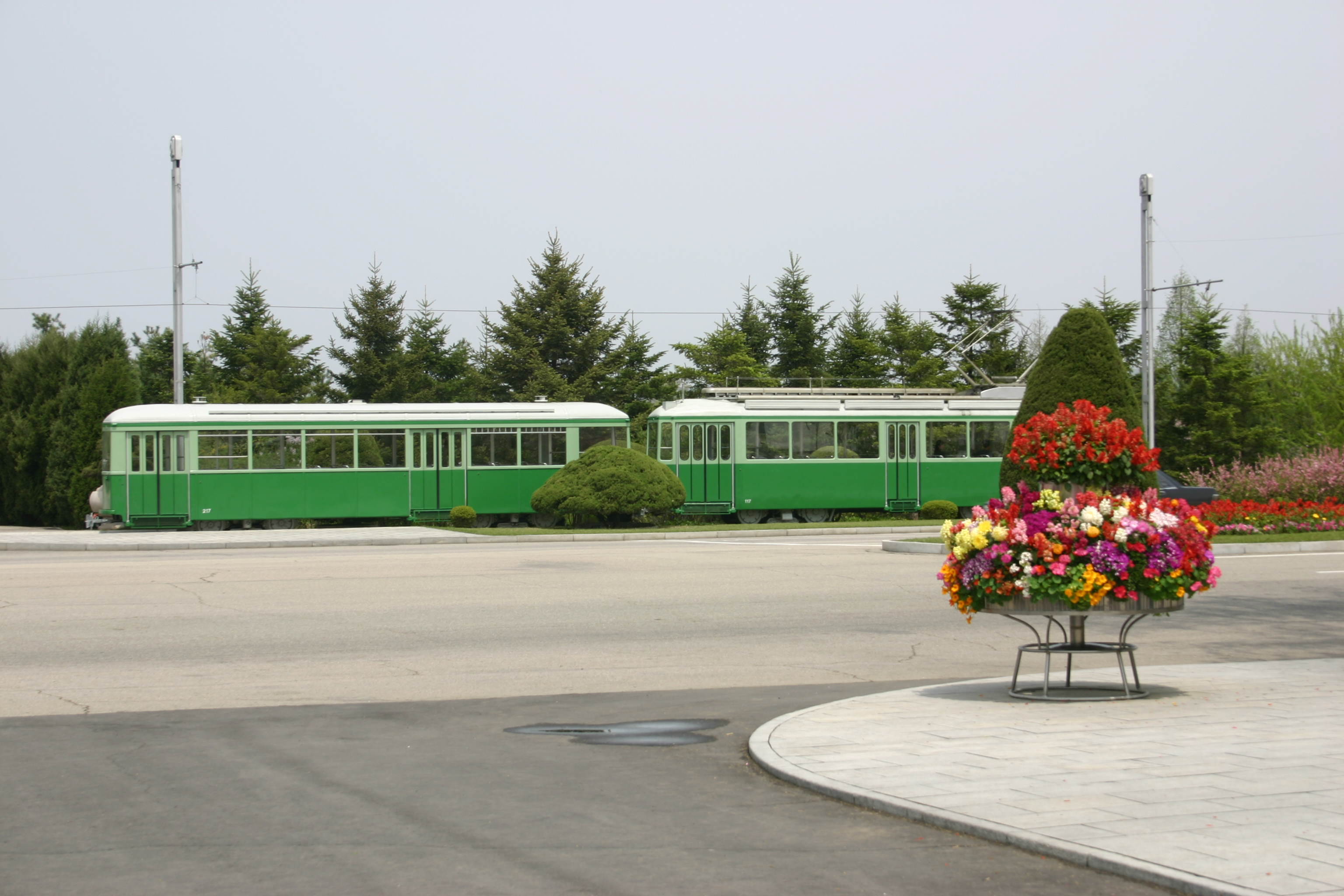
2005: Ein Schweizer Standardzug auf der Kŭmsusan-Linie

Die Kŭmsusan-Linie (금수산 라인) der Straßenbahn Pjöngjang ist eine meterspurige Straßenbahnstrecke, die von den übrigen – normalspurigen – Linien betrieblich getrennt ist und ausschließlich touristischen Zwecken dient. Die mit circa 3,5 Kilometer Länge kürzeste Straßenbahnlinie Pjöngjangs liegt im Stadtteil Taesŏng-guyŏk und ist seit 1996 in Betrieb. Sie verbindet die Metro-Station Samhŭng an der Hyŏksin-Linie mit dem Kumsusan-Palast, dem Mausoleum des 1994 verstorbenen nordkoreanischen Staatsgründers Kim Il-sung. Die Route verläuft parallel zur Kumsong-Straße, Zwischenhaltestellen existieren keine. Die Strecke ist durchgehend zweigleisig und wird im Einrichtungsverkehr mit Wendeschleifen an beiden Endpunkten betrieben. Die Bahn verkehrt meist nur vormittags und besitzt ein eigenes Depot beim Palast. Hauptzweck der nicht-öffentlichen Straßenbahnverbindung ist die Beförderung von angemeldeten Besuchergruppen zum Palast. Sie ersetzt damit die – 1995 in Folge der Umwandlung in ein Mausoleum auf unbestimmte Zeit geschlossene – Metrostation Kwangmyŏng, die sich direkt beim Palast befindet.

## Fahrzeuge
Auf der Kŭmsusan-Linie verkehren ausschließlich zwischen 1947 und 1954 gebaute Schweizer Standardwagen, Nordkorea erwarb zur Betriebsaufnahme der Kŭmsusan-Linie je 18 vierachsige Trieb- und Beiwagen gebraucht von der Straßenbahn Zürich, die 1994 ausgemustert wurden. Sie kosteten zusammen 250.000,00 Schweizer Franken und wurden zwischen dem 3. und 18. Januar 1995 nach Vlissingen bei Rotterdam verbracht und anschließend per Schiff nach Namp’o geliefert. Vor Ort erhielten sie eine neue hellgrün-dunkelgrüne Lackierung. 1000 Tonnen Gleise und weiteres Material wurden im gleichen Zeitraum von einem österreichischen Unternehmen geordert, welches mit der Transsibirischen Eisenbahn angeliefert wurde.